# Моріс Біге
Моріс Біге (фр. Maurice Bigué, 3 липня 1886 — 25 квітня 1972) — французький футболіст, що грав на позиції захисника за «СА Парі» та національну збірну Франції.
Володар Кубка Франції. 

## Клубна кар'єра
У дорослому футболі дебютував 1911 року виступами за команду «СА Парі», кольори якої і захищав протягом наступного десятиріччя. 1920 року виборов у її складі Кубок Франції.

## Виступи за збірну
1911 року дебютував в офіційних матчах у складі національної збірної Франції. Протягом наступних чотирьох років провів у її формі 7 матчів.
Помер 25 квітня 1972 року на 86-му році життя.

## Титули і досягнення
- Володар Кубка Франції (1):

«СА Парі»: 1919-1920